# Laurence Maroney
Laurence Maroney (* 5. Februar 1985 in St. Louis, Missouri) ist ein ehemaliger American-Football-Spieler auf der Position des Runningbacks. Er spielte für die Denver Broncos und New England Patriots in der National Football League (NFL).

## Leben
Maroney ging auf die Normandy High School, in Normandy. Er spielte dort American Football und Basketball, außerdem nahm er an einigen Sprint-Wettbewerben teil. Im Basketball war er zweimal Most Valuable Player (engl. wertvollster Spieler) des Teams, bei der Landesliga im Sprint wurde er Dritter im 200-Meter-Lauf. Im Football hält er den Rekord der Schule mit 1.902 gelaufenen Yards in einer Saison.
Er studierte an der University of Minnesota. 2003 und 2004 teilte er seine Aufgaben als Läufer mit dem späteren Runningback der Dallas Cowboys, Marion Barber III, 2005 mit Gary Russell. Maroney spielte nur in 14 von 36 Spielen, trotzdem gewann er den Golden Gopher und erzielte den dritten Platz in der Geschichte der Big Ten Conference mit über 1.000 gelaufenen Yards in jeder Saison. In seiner dreijährigen Collegezeit lief er insgesamt 3.933 Yards.
Maroney wurde in der ersten Runde der NFL Draft als 21. Spieler ausgewählt, als zweiter Runningback der Draft. Bei den Patriots spielte er als Runningback und Returner in seiner ersten Saison, zusammen ist er insgesamt 1.722 Yards in seiner ersten NFL-Saison gelaufen.
Am 14. September 2010 wurde er (und ein Sechst-Runden Draft-Pick 2011) für einen Viert-Runden Draft-Pick 2011 von den Patriots zu den Broncos getauscht.
| Personendaten    | Personendaten                               |
| ---------------- | ------------------------------------------- |
| NAME             | Maroney, Laurence                           |
| KURZBESCHREIBUNG | US-amerikanischer American-Football-Spieler |
| GEBURTSDATUM     | 5. Februar 1985                             |
| GEBURTSORT       | St. Louis, Missouri                         |